# Marquis Dendy
Marquis Dendy (né le 17 novembre 1992 à Middletown) est un athlète américain, spécialiste du saut en longueur et du triple saut. En 2016, il devient champion du monde en salle du saut en longueur.

## Biographie
En 2015, Marquis Dendy porte ses records personnels du saut en longueur en salle à 8,28 m et du triple saut en salle à 17,37 m. Il confirme en juin 2015 lors des championnats NCAA à Eugene en remportant deux titres assortis de nouveaux record personnels : 8,34 m au saut en longueur et 17,50 m au triple saut. Fin juin, à Eugene, il remporte son premier titre de champion des États-Unis en portant son record personnel à 8,39 m.
Le 20 mars 2016, Dendy est sacré champion du monde en salle lors des championnats du monde en salle de Portland avec un saut à 8,26 m. Il devance l'Australien Fabrice Lapierre d'un centimètre.
Le 3 juillet 2016, il termine 4e, à égalité de mesure avec Will Claye, lors des sélections olympiques américaines à Eugene : ses 8,42 m, réalisés avec un vent régulier de + 1,6 m/s, pourraient néanmoins lui permettre d'être qualifié pour les Jeux olympiques de Rio si Clay n'améliore pas son meilleur saut avec vent régulier de 8,14 m. Blessé, il est remplacé par Mike Hartfield le 31 juillet 2016.
Le 17 février 2018, il devient vice-champion national en salle avec un saut à 8,22 m, derrière Jarrion Lawson (8,38 m). Il se classe troisième des championnats du monde en salle de Birmingham, derrière Juan Miguel Echevarría et Luvo Manyonga, avec la marque de 8,42 m, nouveau record personnel

## Palmarès
| Date | Compétition                        | Lieu                               | Résultat | Épreuve     | Marque  |
| ---- | ---------------------------------- | ---------------------------------- | -------- | ----------- | ------- |
| 2010 | Championnats du monde juniors      | Moncton                            | 8e       | Triple saut | 15,53 m |
| 2012 | Championnats NACAC espoirs         | Irapuato                           | 1er      | Longueur    | 7,68 m  |
| 2015 | Ligue de diamant                   | Ligue de diamant                   | 2e       | Longueur    | détails |
| 2016 | Championnats du monde en salle     | Portland                           | 1er      | Longueur    | 8,26 m  |
| 2018 | Championnats du monde en salle     | Birmingham                         | 3e       | Longueur    | 8,42 m  |
| 2018 | Championnats NACAC                 | Toronto                            | 1er      | Longueur    | 8,29 m  |
| 2018 | Ligue de diamant                   | Ligue de diamant                   | 6e       | Longueur    | 8,09 m  |
| 2022 | Championnats du monde en salle     | Belgrade                           | 3e       | Longueur    | 8,27 m  |
| 2022 | Championnats du monde              | Eugene                             | 6e       | Longueur    | 8,02 m  |
| 2023 | Circuit mondial en salle de l'IAAF | Circuit mondial en salle de l'IAAF | 3e       | Longueur    | détails |
| 2023 | Championnats du monde              | Budapest                           | 12e      | Longueur    | 7,62 m  |

### National
- Championnats des États-Unis d'athlétisme :
  - vainqueur du saut en longueur en 2015 et 2023

## Records
| Épreuve          | Épreuve   | Marque  | Lieu         | Date           |
| ---------------- | --------- | ------- | ------------ | -------------- |
| Saut en longueur | Plein air | 8,42 m  | Eugene       | 3 juillet 2016 |
| Saut en longueur | En salle  | 8,42 m  | Birmingham   | 2 mars 2018    |
| Triple saut      | Plein air | 17,50 m | Eugene       | 12 juin 2015   |
| Triple saut      | Salle     | 17,37 m | Fayetteville | 14 mars 2015   |